# روبرت شي
روبرت شي (بالإنجليزية: Robert Shea)‏‏ (14 فبراير 1933 في نيويورك - 10 مارس 1994 في نيويورك) كاتب، وصحفي، وروائي، وكاتب خيال علمي من الولايات المتحدة.

## الجوائز
- جائزة بروميثيوس - قاعة المشاهير  [لغات أخرى]‏

## روابط خارجية
- روبرت شي على موقع إن إن دي بي (الإنجليزية)